# Johan Mekkes
Johan Peter Albertus Mekkes (Harderwijk, 23 april 1898 – Den Haag, 26 juli 1987) was een Nederlands filosoof.

## Levensbeschrijving
Johan Mekkes ging in 1915 op 17-jarige leeftijd naar de officiersopleiding in Kampen. In 1920 werd hij beëdigd als officier in het 20e regiment infanterie. Na zijn staatsexamen studeerde Mekkes van 1928 tot 1931 aan de Hogere Krijgsschool in Den Haag. In 1933 werd hij adjudant van luitenant-generaal jhr. W. Roëll, de commandant van het Nederlandse Veldleger.
Mekkes studeerde rechten aan de Katholieke Universiteit Nijmegen. De studie bracht hem in aanraking met de filosofie van Herman Dooyeweerd. Met name vragen met betrekking tot de positie en bevoegdheden van de staat boeiden hem. Hij promoveerde op 19 april 1940, drie weken voor de Duitse inval, aan de Vrije Universiteit te Amsterdam bij Dooyeweerd op de dissertatie Proeve eener critische beschouwing van de ontwikkeling der humanistische rechtsstaattheoriën.
In 1942 werd Mekkes samen met andere Nederlandse officieren door de Duitsers in krijgsgevangenschap weggevoerd. Hij werd gevangen gehouden in Langwasser, vervolgens in Stanislau en uiteindelijk in Neubrandenburg. Hij onderwees medegevangenen in de filosofie, onder wie M.R.H. Calmeyer, later kamerlid voor de CHU en staatssecretaris van defensie, en Hans Rookmaaker, later hoogleraar kunstgeschiedenis aan de Vrije Universiteit.
Na terugkeer in Nederland na de bevrijding ging Mekkes voor de Binnenlandse Veiligheidsdienst werken. In 1947 werd hij docent filosofie aan de Nederlandsche Economische Hoogeschool te Rotterdam vanwege de Stichting tot Oprichting en Instandhouding van Bijzondere Leerstoelen voor Calvinistische Wijsbegeerte aan Openbare Universiteiten en Hogescholen. Twee jaar later werd Mekkes bijzonder hoogleraar calvinistische wijsbegeerte aan de Rijksuniversiteit Leiden. Van 1963 tot 1970 was hij hoogleraar aan de  Technische Hogeschool Eindhoven.
Mekkes verliet in 1950 de Gereformeerde Kerken in Nederland en werd lid van de Waalse gemeente in Den Haag. Hij was een van de oprichters van het Nationaal Evangelisch Verband.
Johan Mekkes was getrouwd met Johanna Sophia van der Zee. Hij overleed in juli 1987 op 89-jarige leeftijd.

## Publicaties
- Proeve eener critische beschouwing van de ontwikkeling der humanistische rechtsstaattheoriën. Proefschrift, Vrije Universiteit Amsterdam, 1940
- De beteekenis van het subject in de moderne waarde-philosophie onder het licht der wetsidee. Oratie, Rijksuniversiteit Leiden, 1949
- Scheppingsopenbaring en wijsbegeerte. Kampen: Kok, 1961
- Teken en motief der creatuur. Amsterdam: Buijten en Schipperheijn, 1965
- Radix, tijd en kennen. Amsterdam: Buijten en Schipperheijn, 1971
- Tijd der bezinning. Amsterdam: Buijten en Schipperheijn, 1973

- Biografisch Portaal: 97802391
- Digitale Bibliotheek voor de Nederlandse Letteren: mekk002
- International Standard Name Identifier: 0000 0000 7650 0440
- Library of Congress Control Number: n2010006034
- Nederlandse Thesaurus van Auteursnamen: 069327130
- Système universitaire de documentation: 130616095
- Virtual International Authority File: 106800360
- WorldCat: E39PBJfMmyFrwKjCTGQct3t9Xd